# Estabilidad de precios
La estabilidad de precios es un objetivo de las políticas monetaria y fiscal encaminado a respaldar tasas sostenibles de actividad económica.
Las políticas se establecen para mantener una tasa muy baja de inflación o deflación. Por ejemplo, el Banco Central Europeo (BCE) describe la estabilidad de precios como un incremento interanual del Índice Armonizado de Precios de Consumo (IPCA) para la zona euro inferior al 2 %. Sin embargo, al referirse a "un aumento del IPCA inferior al 2 %", el BCE deja claro que no sólo una inflación persistente superior al 2 %, sino también una deflación (es decir, una disminución persistente del nivel general de precios), son incompatibles con el objetivo de estabilidad de precios.
En Estados Unidos, la Ley de la Reserva Federal (modificada en 1977) ordena a la Reserva Federal aplicar políticas que promuevan "el máximo empleo, precios estables y tipos de interés moderados a largo plazo". La Reserva Federal determinó hace tiempo que la mejor manera de cumplir esos mandatos es fijar como objetivo una tasa de inflación en torno al 2 %. En 2011 adoptó oficialmente como objetivo un aumento anual del 2 % en el índice de precios de gastos de consumo personal (personal consumption expenditures price index, a menudo denominado inflación PCE). Desde mediados de la década de 1990, la medición de la tendencia de la inflación realizada por la Reserva Federal se situó en un promedio del 1,7 %, apenas un 0,3 % por debajo del objetivo del 2% fijado por el Comité Federal de Mercado Abierto para la inflación general del PCE. La inflación tendencial medida por el índice de precios de los gastos de consumo personal básico (PCE), es decir, excluyendo alimentos y energía, ha fluctuado entre el 1,2 % y el 2,3 % en los últimos 20 años.
El Banco de Japón tiene un objetivo de estabilidad de precios desde la Ley del Banco de Japón de 1942, y una decisión de 2006 definió la estabilidad monetaria como una tasa de inflación de entre el 0 % y el 2 %.
En la gestión de la tasa de inflación o deflación, la información y las expectativas desempeñan un importante papel, como explica Jeffrey Lacker, presidente del Banco de la Reserva Federal de Richmond: "Si la gente espera que la inflación erosione el valor futuro del dinero, racionalmente asignará un valor inferior al dinero hoy. Este principio se aplica igualmente al comportamiento de las empresas a la hora de fijar los precios. Si una empresa espera que el nivel general de precios aumente un 3 % durante el próximo año, tendrá en cuenta el aumento previsto de los costes de los insumos y los precios de los sustitutos a la hora de fijar sus propios precios hoy".